# Sander Tangvik
Sander Tangvik, né le 29 novembre 2002 à Trondheim en Norvège, est un footballeur norvégien, qui évolue au poste de gardien de but au Rosenborg BK.

## Biographie

### En club
Né à Trondheim en Norvège, Sander Tangvik est formé par le Rosenborg BK. Il signe son premier contrat professionnel avec le club le 4 mars 2021, pour une durée de trois ans, soit jusqu'en décembre 2023. Tangvik fait ses débuts en professionnel le 1er août 2021, à l'occasion d'une rencontre de coupe de Norvège contre le Orkla FK. Il entre en jeu à la place d'André Hansen et son équipe l'emporte par onze buts à un.
Tangvik fait sa première apparition dans l'Eliteserien, la première division norvégienne, le 6 novembre 2022 contre le FK Jerv. Il entre en jeu à la place d'André Hansen et son équipe s'impose par quatre buts à deux.
En 2022, après le départ de Julian Faye Lund, Tangvik devient le gardien numéro deux de Rosenborg, étant la doublure d'André Hansen, l'habituel titulaire au poste. Il prolonge son contrat avec le club le 16 septembre 2022, étant désormais lié à Rosenborg jusqu'en décembre 2025.

### En sélection
Sander Tangvik représente l'équipe de Norvège des moins de 17 ans, jouant au total sept matchs entre 2018 et 2019.
Tangvik joue son premier match avec l'équipe de Norvège espoirs le 15 juin 2023, lors d'un match amical contre l'Écosse. Il est titularisé et les deux équipes se neutralisent (0-0 score final).